# Axel Axelsson Lillie
Axel Axelsson Lillie, född 27 augusti 1637 i Kimstads församling i Östergötlands län, död 16 maj 1692 i Stockholm, var en svensk greve och ämbetsman.

## Biografi
Axel Lillie föddes 1637 på Löfstad i Kimstads socken. Han var son till greve Axel Gustafsson Lillie och Christina Mörner. Lillie blev 1646 student vid Leipzigs universitet och 2 november 1650 student vid Greifswalds universitet. Han anställdes som kammarherre hos änkedrottning Hedvig Eleonora 1661. Lillie befordrades 28 januari 1665 till kammarråd och 1666 till hovmarskalk.

### Landshövding
Axel Axelsson Lillie utnämndes 1666 till landshövding över Stockholms och Uppsala län, samt ståthållare på Uppsala slott. Han blev sjuklig under slutet av sin ämbetstid och anhöll 1678 om ledighet från sin tjänst som landshövding för att resa utomlands för rekreation, vilket beviljades, och Carl Gabriel Bååt tillträdde som vice landshövding. Han erhöll 1679 på begäran avsked från tjänsten.

### Familj
Lillie gifte sig 5 september 1665 med hovmästarinnan Maria Elisabeth Stenbock (död 1693), dotter till presidenten Fredrik Stenbock i Göta hovrätt och Catharina De la Gardie. De fick tillsammans barnen överstelöjtnanten Axel Johan Lillie (1666–1696) i Pommerska kavalleriregementet, Catharina Eleonora Lillie (död 1704) som var gift med presidenten Johan Rosenhane i wismarska tribunalet och Christina Beata Lillie (1677–1727) som var gift med överstelöjtnanten Carl FIlip Sack och fältmarskalken Erik Sparre af Sundby.

## Ägande
Axel Axelsson Lillie var före reduktionen ägare av stora jordbesittningar i både Livland och Finland, skrev sig som greve till Lillienborg i Halland. Han ägde också Löfstad i Östergötland samt några gods i Västergötland och Västmanland.

### Senare år
Lillie levde sina sista år i stillhet i Stockholm och avled där 16 maj 1692. Han gravsattes i familjens gravkor i Kimstads kyrka.